# Martin Schenkel
Martin Schenkel (* 25. April 1968 in Basel; † 26. März 2003 in Zermatt) war ein Schweizer Schauspieler und Sänger.

## Leben
Bereits als Jugendlicher interessierte sich Martin Schenkel für Musik, spielte Cello, Klavier, Gitarre und Schlagzeug. Nach der Steiner-Schule besuchte er die Schauspielschule in Bern. Während dieser Zeit produzierte er mit der Gruppe Kapitel 1 das Album Chronofossilien (Soundservice) mit berndeutschen Songs.
Im Zeitraum von 1994 bis 1998 wirkte Martin Schenkel in der ersten vom Schweizer Fernsehen selbst produzierten Sitcom Fascht e Familie von Autor Charles Lewinsky mit. Er spielte den Nichtsnutz Flip, der prinzipiell keiner geregelten Arbeit nachgeht, aber mit seinen selbst beschriebenen Shirts das grosse Geld machen will. Für diese Rolle erhielt er zwei Prix Walos: einen für den «Publikumsliebling» sowie einen für die «beste Fiktions- und Unterhaltungssendung». Die Sendung war in der Schweiz sehr beliebt: Sie erlangte quasi Kultstatus, wurde schon mehrfach mit allen Folgen wiederholt, nicht zuletzt dank Flip und seinem Running Gag, dem Spruch Kä Detail! (keine Details, bitte!). Ebenfalls bekannt wurde er in dieser Zeit als Darsteller in Werbespots für die EPA.
Ab 1997 trat Martin Schenkel als Rockmusiker auf und veröffentlichte die Alben The Shell und My own way, welche beide in die Schweizer Hitparade aufstiegen. Während seiner ganzen Gesangskarriere ging er oft auf Tournee und spielte bei vielen Konzerten.
Seit Oktober 1999 spielte Martin Schenkel in der Schweizer TV-Soap Lüthi und Blanc von Autorin Katja Früh mit. Er spielte in der Rolle des etwas glücklosen, eher melancholischen, aber gutherzigen Steve Meier. Nach 140 Folgen kündigte er im Dezember 2002 wegen seiner schweren Erkrankung seinen Rücktritt aus dem öffentlichen Leben an.
2001 spielte er im TV-Spielfilm Big Deal von Markus Fischer den VIP-Chauffeur Robi Weber. Im Spielfilm White Fear – Im Namen der Gerechtigkeit (Premiere an den Solothurner Filmtagen im Januar 2002) spielte er die Hauptrolle des Dorfpolizisten Daniel Jentsch. Eine Nebenrolle hatte er bereits 1998 als Rich in der Verfilmung von Martin Franks Mundart-Roman ter fögi ische souhung.
Martin Schenkel starb 34-jährig an den Folgen eines Gehirntumors. Er hinterliess seine Frau Lucie und seinen dreijährigen Sohn.

## Diskografie

### Alben
| Jahr | Titel      | Höchstplatzierung, Gesamtwochen, AuszeichnungChartsChartplatzierungen (Jahr, Titel, Platzierungen, Wochen, Auszeichnungen, Anmerkungen) | Anmerkungen                |
| Jahr | Titel      | CH | Anmerkungen                |
| ---- | ---------- | --- | -------------------------- |
| 1997 | The Shell  | CH7 (11 Wo.)CH |                            |
| 2000 | My Own Way | CH9 (15 Wo.)CH | Produzent war Klaus Heuser |

Weitere Alben
- 1992: Kapitel 1 : Chronofossilien

### Singles
| Jahr | Titel Album         | Höchstplatzierung, Gesamtwochen, AuszeichnungChartsChartplatzierungen (Jahr, Titel, Album, Platzierungen, Wochen, Auszeichnungen, Anmerkungen) | Anmerkungen |
| Jahr | Titel Album         | CH | Anmerkungen |
| ---- | ------------------- | --- | ----------- |
| 1997 | Sometimes The Shell | CH22 (14 Wo.)CH |             |
| 2000 | Day Off My Own Way  | CH31 (18 Wo.)CH |             |

## Filmografie
- 1994–1999: Fascht e Familie (TV)
- 1998: F. est un salaud
- 1999–2003: Lüthi und Blanc (TV)
- 2001: Big Deal (TV)
- 2002: Im Namen der Gerechtigkeit (TV)